# Batalla de Cannas (1018)
La batalla de Caná tuvo lugar en 1018 entre los bizantinos comandados por el catapan de Italia Basilio Boioanes y los lombardos de Melo de Bari. Los lombardos también habían contratado caballeros normandos como mercenarios a cuya cabeza se encontraba Gilbert Buatère, mientras que Boioanes incorporaba un destacamento de élite de la Guardia Varega que él mismo había solicitado para hacer frente a los normandos.
La batalla fue desastrosa para los lombardos, que fueron aplastados. Melo de Bari consiguió alcanzar los Estados Pontificios y, finalmente, la corte del emperador Enrique II en Bamberg. Los normandos perdieron a su líder, Gilbert Buatère, y a muchos de sus miembros. Sin embargo, los supervivientes fueron los primeros normandos en ir al sur de Italia. 
Al cabo de un año, una guarnición normanda se estableció en Troia a sueldo del Imperio bizantino.

## Leer más
- Norwich, John Julius. Los Normandos en el Sur 1016-1130.

- Datos: Q608438